# The Stolen Earth
"The Stolen Earth" (intitulado "A Terra Roubada" no Brasil) é o décimo segundo episódio da quarta temporada da série de ficção científica britânica Doctor Who, transmitido originalmente através da BBC One em 28 de junho de 2008. É a primeira parte de uma história dividida em dois episódios que forma o season finale da temporada, sendo concluída em "Journey's End" na semana seguinte. Ambos foram escritos por Russell T Davies e dirigidos por Graeme Harper.
No episódio, a Terra e outros 26 planetas são roubados pelos Daleks; eles são auxiliados por seu criador, Davros, e pelo Dalek Caan precognitivo e parcialmente destruído. Enquanto o alienígena viajante do tempo conhecido como o Doutor (David Tennant) e sua acompanhante Donna Noble (Catherine Tate) tentam encontrar a Terra, os antigos acompanhantes dele, Jack Harkness (John Barrowman), Martha Jones (Freema Agyeman), Sarah Jane Smith (Elisabeth Sladen) e Rose Tyler (Billie Piper), se reúnem para contatá-lo e montar uma defesa contra os Daleks. No clímax da história, o Doutor é ferido mortalmente por um Dalek e começa a se regenerar.
O episódio marca a primeira aparição de Davros desde o serial Remembrance of the Daleks em 1988, sendo agora interpretado por Julian Bleach. Também marca o retorno de vários personagens recorrentes e faz crossover com os dois spin-offs da série, Torchwood e The Sarah Jane Adventures. A escala épica da história e o enredo subjacente foram concebidos pela primeira vez no início de 2007 como a última história da série regular para Davies, Julie Gardner e Phil Collinson, que estavam de saída da série. Os principais conceitos já estavam especificados em julho de 2007 e o roteiro foi escrito em dezembro do mesmo ano. As filmagens ocorreram em fevereiro e março de 2008 e a pós-produção terminou em meados de junho, apenas duas semanas antes do episódio ir ao ar. Para esconder o máximo possível de elementos da trama, o título do episódio não foi divulgado até 16 dias antes da transmissão e os DVDs de pré-estreia omitiram a cena em que o Doutor se regenera — a última cena na qual ele é atingido por um Dalek — e o episódio foi ao ar sem um trailer de pré-estreia.
"The Stolen Earth" foi avaliado positivamente tanto pelo público quanto pelos críticos profissionais. Recebeu uma pontuação no Índice de Apreciação do público de 91, o mais alto da série e uma das maiores classificações já dadas a um programa de televisão. Em sua transmissão original, foi visto por 8,78 milhões de espectadores e foi o segundo programa mais assistido da semana. A reação crítica foi majoritariamente positiva. Nicholas Briggs e Julian Bleach foram elogiados por sua interpretação de Dalek Caan e Davros, respectivamente; e a maioria dos aspectos da escrita de Davies foram elogiados. Mais notavelmente, o final surpreendente do episódio foi universalmente apreciado. A regeneração chocante criou um nível sem precedentes de interesse público no programa, que continuou mesmo após a transmissão do episódio.

## Enredo
A Terra é teletransportada para fora de sua localização espacial. Para encontrá-la, o Doutor contata a Proclamação das Sombras, uma força policial universal. Junto com Donna, ele determina que 27 planetas desaparecidos — incluindo a Terra e outros que eles aprenderam que estavam perdidos — se reorganizam automaticamente em um padrão específico quando colocados próximos uns dos outros. Depois que Donna menciona o desaparecimento de abelhas na Terra contemporânea, isso permite que o Doutor rastreie os planetas até a Cascata da Medusa, uma fenda interuniversal.
Uma força Dalek, liderada por seu criador Davros e o Dalek Supremo, rapidamente subjuga a Terra. Davros, que se pensava ter sido morto na Guerra do Tempo, foi salvo pelo Dalek Caan, que entrou no conflito após realizar uma mudança temporal de emergência. O poder necessário para entrar na Guerra do Tempo fez com que Caan se tornasse precognitivo ao custo de sua sanidade.
Os antigos acompanhantes do Doutor — que já encontraram os Daleks antes — se escondem em vários lugares na Grã-Bretanha. Martha, Capitão Jack e Sarah Jane são contatados pela ex-primeira-ministra Harriet Jones através de uma rede secreta Sub-Onda para contatar os companheiros do Doutor em uma emergência, embora Harriet não consiga achar Rose. Eles também tentam alcançar o Doutor amplificando o sinal Sub-Onda; Sarah Jane usa o poder de processamento de seu supercomputador, Sr. Smith, e Jack e seus membros da equipe de Torchwood, Gwen e Ianto, manipulam a Fenda de Cardiff. O Doutor, e consequentemente os Daleks, recebem a transmissão e rastreiam o sinal. Os Daleks matam Harriet e o Doutor localiza a Terra em um universo de bolso temporalmente dessincronizado.
O Doutor viaja para o universo de bolso e recebe imagens transmitidas de seus companheiros no sinal Sub-Onda. Depois que Davros sequestra o sinal e provoca o Doutor sobre sua ressurreição e vitória iminente, o Doutor interrompe a comunicação e tenta se reunir com seus acompanhantes. Ele pousa na mesma rua em que Rose está procurando por ele e corre para abraçá-la, mas é repentinamente atingido por um Dalek. Jack se teletransporta para a rua e prontamente destrói o Dalek. No centro de Torchwood, Gwen e Ianto tentam lutar contra um Dalek que os encurrala. Sarah Jane sai em seu carro para encontrar o Doutor, mas dois Daleks a encontram e ameaçam matá-la. Jack ajuda Rose e Donna a carregar o Doutor para a TARDIS, onde ele começa a se regenerar.

## Produção

### Roteiro
"The Stolen Earth" e "Journey's End" são o ponto culminante de todas as quatro temporadas de Doctor Who desde seu renascimento em 2005. Vários motivos temáticos, incluindo o desaparecimento de abelhas, a Cascata da Medusa e a Proclamação das Sombras — uma força policial intergaláctica descrita por Davies no roteiro como "uma enorme instalação, torres de ficção científica de metal dispostas em uma série de asteroides interligados, pendurados no espaço, como uma pintura de Roger Dean" — são revelados em "The Stolen Earth". O produtor executivo Russell T Davies disse que o arco da quarta temporada compreendia "um elemento de cada episódio — seja uma pessoa, uma frase, uma pergunta, um planeta ou um mistério que se desenvolve até o grande final", que "[tinha] sido semeado por um longo tempo, com pequenas, mas vitais referências que remontam à primeira temporada"; a Proclamação das Sombras foi invocada pelo Doutor na estreia da primeira temporada, "Rose". O episódio é o primeiro grande crossover entre Doctor Who e seus dois spin-offs, Torchwood e The Sarah Jane Adventures. Davies comparou a concepção do crossover à imaginação típica de uma criança de um crossover entre os universos de Doctor Who e Star Wars:
Quando você vê a história, faz muito sentido que todos esses personagens estejam envolvidos. É simplesmente fazer o que as crianças fazem em suas imaginações: elas são especialistas em crossovers e não pensariam duas vezes em ter seus brinquedos Daleks lutando contra droides de Star Wars. Por que não ter todas as facções do universo de Doctor Who indo para a batalha juntas?— Russell T Davies Doctor Who Magazine, edição 397
Uma cena incluindo Raxacoricofallapatorianos na Proclamação das Sombras foi escrita e o diálogo foi gravado; a cena foi cortada devido a restrições de tempo e monetárias. A cena retratando Wilfred Mott atirando um projétil de paintball em um Dalek foi inserida por sugestão do ator Bernard Cribbins; ele achava que isso proporcionaria um alívio cômico entre uma exposição pesada. Cribbins explicou que prejudicar sua visão seria "senso comum" devido à falta de membros e à natureza ciclóptica dos Daleks. A resposta do Dalek — evaporar a bola de paintball e responder "Minha visão não está prejudicada" — removeu uma fraqueza que os vilões exibiam desde sua primeira aparição no serial The Daleks em 1963-1964. O clímax do episódio — o Doutor sendo atingido por um raio de extermínio Dalek e consequentemente se regenerando — foi escrito por Davies como um pastiche de ficção romântica. Ele comparou o reencontro entre Rose e o Doutor ao "maior romance que o espectador já viu", e intensificou o impacto emocional da cena através das participações especiais de Piper como Rose ao longo da quarta temporada. David Tennant descreveu o extermínio do Doutor como um "momento amargo de grande emoção" e lamentou que "[o Doutor] não pode ter um momento feliz, especialmente com um cliffhanger que precisa ser escrito". O episódio terminou durante a regeneração porque Davies queria criar o "maior e mais emocionante cliffhanger de Doctor Who". Ele considerou sua resolução - o Doutor interrompendo sua regeneração e drenando o excesso de energia para sua mão decepada - legítima porque a mão foi um importante recurso de enredo no clímax de "Journey's End".

### Elenco
Como consequência da natureza de crossover do episódio, ele marca a primeira aparição de Gareth David-Lloyd como Ianto Jones e Tommy Knight como Luke Smith em Doctor Who. Eve Myles, que anteriormente interpretou Gwyneth em "The Unquiet Dead", faz sua primeira aparição como Gwen Cooper, uma das protagonistas de Torchwood. O episódio apresenta muitos personagens de regresso: Freema Agyeman, Adjoa Andoh, John Barrowman, Nicholas Briggs, Elisabeth Sladen e Penelope Wilton reprisam papéis em "The Stolen Earth".. O biólogo evolucionista Richard Dawkins e o comediante Paul O'Grady fazem aparições especiais como eles mesmos em entrevistas de televisão no episódio; participações especiais de celebridades fizeram parte de cada penúltimo episódio desde o renascimento do programa. Gary Milner foi escalado como o figurante "Homem Assustado", mas após interpretar mal a folha de chamada como "Homem Sagrado", ele criou uma representação "meio padre" do personagem.

### Davros

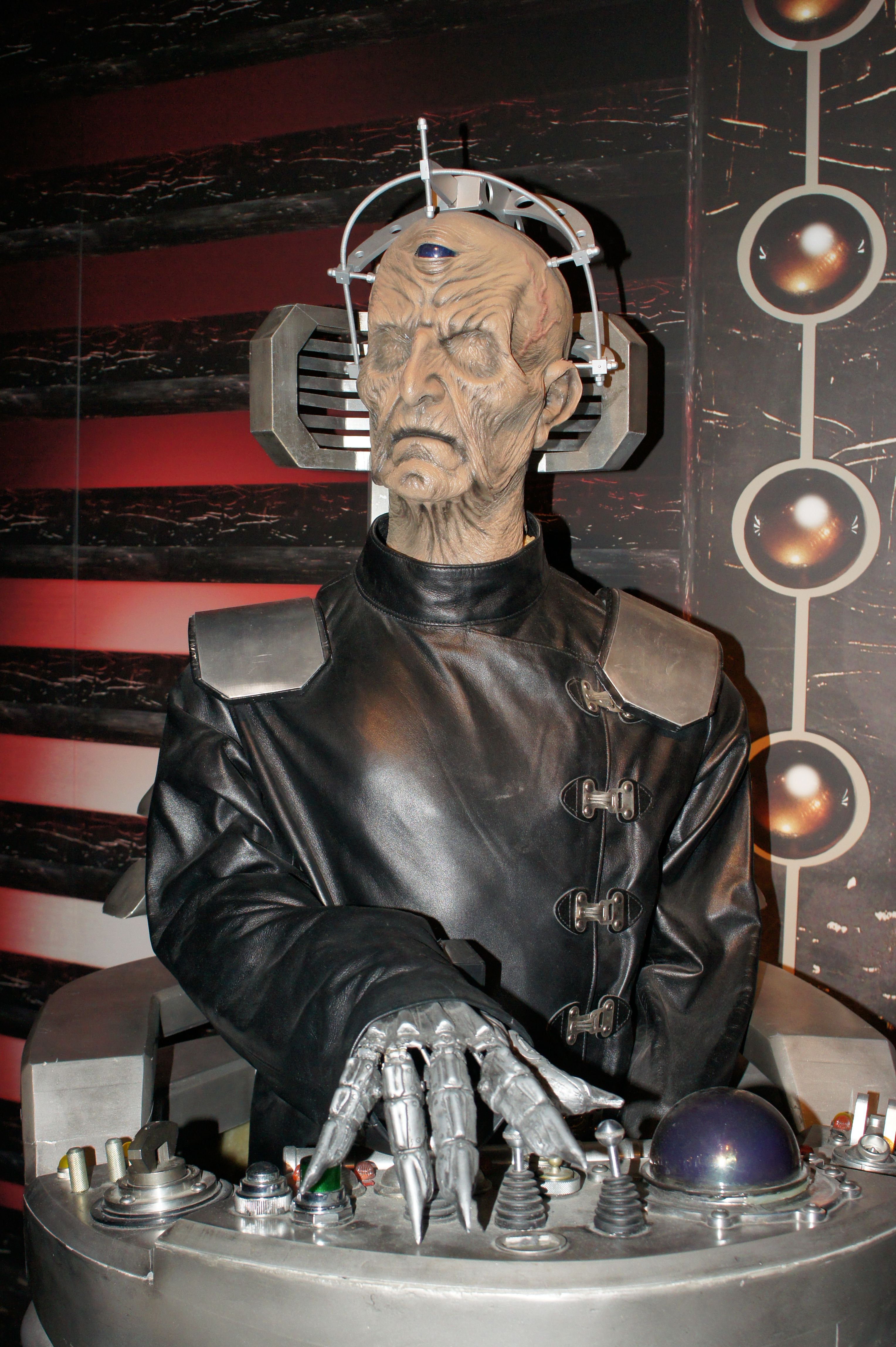
A aparência de Davros em "The Stolen Earth" é quase idêntica ao design de Genesis of the Daleks e Destiny of the Daleks; a única grande diferença é uma mão direita robótica.

"The Stolen Earth" é a primeira aparição de Davros desde o serial Remembrance of the Daleks em 1988. Davies adiou o retorno do personagem porque pensou que "Davros dominaria os Daleks... como robôs comuns, em vez dos gênios intrigantes que eles são", e usou a temporada anterior para estabelecer a inteligência individual dos Daleks. Davies escalou Julian Bleach para interpretá-lo após sua atuação como o Ghostmaker no episódio "From Out of the Rain" de Torchwood. Para manter o retorno de Davros em segredo, o personagem foi chamado de "O Inimigo" ou "Dave [Ross]" entre a equipe e foi mantido anônimo nos roteiros de filmagem; no entanto, a Radio Times chamou o segredo de "um dos mais mal guardados na história da televisão". Bleach descreveu Davros como "um cruzamento entre Hitler e Stephen Hawking" e pensou que seus "desejos niilistas" tornavam o personagem "extraordinário", e David Tennant gostou da atitude "megalomaníaca hitlerista" de Davros e do sentimento nostálgico que ele criou; a primeira lembrança de Tennant de Doctor Who foi a estreia do personagem em Genesis of the Daleks.
Davies, o designer de próteses Neill Gorton e o artista conceitual Peter McKinstry se encontraram para discutir a aparência de Davros no episódio. Eles concordaram em manter seu design fiel ao de sua estreia em Genesis of the Daleks ; Davies achou que era um "design excelente". A única mudança importante foi substituir a mão destruída em Revelation of the Daleks por uma versão robótica armada. McKinstry pretendia tornar Davros "maior e mais assustador" atualizando o design "frágil" da série clássica:
"Queríamos fugir do visual um pouco frágil das histórias anteriores. Então eu reforcei Davros, o deixei mais resistente. Eu também acho que o Davros reinventado é incomum para o Doctor Who moderno porque ele é genuinamente grotesco. Às vezes nós nos seguramos um pouco com a feiura dos monstros. Mas Davros é um personagem de aparência muito desagradável, o que torna seu retorno ainda mais poderoso."— Peter McKinstry
Depois de trabalhar por uma semana para finalizar seu design, McKinstry o enviou para Gorton, que levou quatro semanas para fazer a máscara; todos os envolvidos na produção fizeram sugestões como "tornar as sobrancelhas mais malvadas" ou "endurecer as maçãs do rosto". Gorton criou seis máscaras protéticas baseadas na figura de Bleach porque as máscaras se degradavam rapidamente quando removidas.

### Daleks

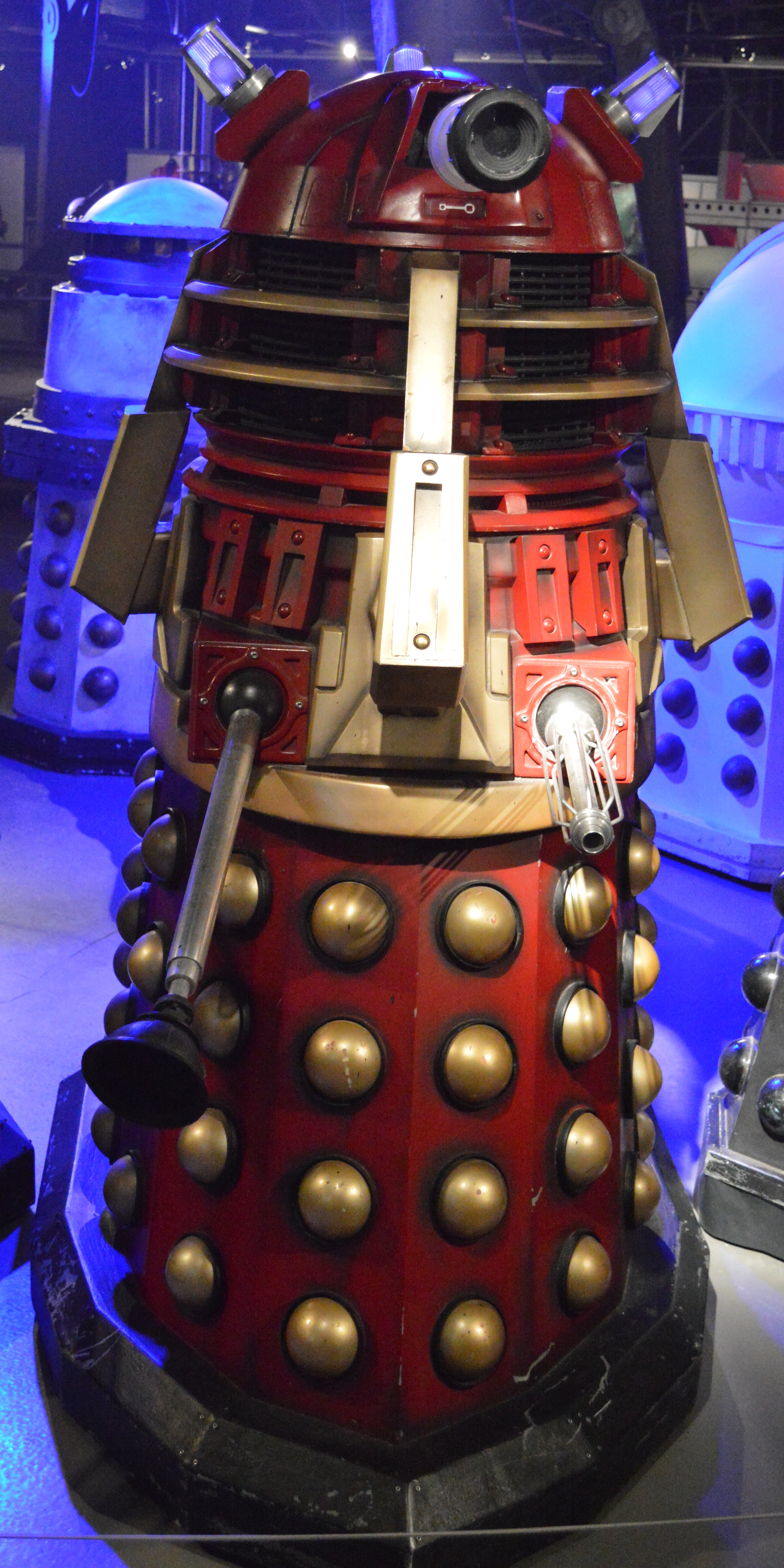
A variação do Dalek Supremo foi apresentado neste episódio

"The Stolen Earth" é a primeira aparição dos Daleks desde "Evolution of the Daleks", com um intervalo de dezoito meses entre as filmagens de ambos os episódios; os controladores de adereços tiveram dificuldade em se readaptar aos seus papéis. A inclusão dos Daleks por Davies como parte do crossover teve a intenção de criar uma "atmosfera carregada" para os protagonistas: Jack foi morto pelos Daleks; Rose e Martha estavam presentes em duas de suas aparentes extinções; e Sarah estava presente em sua criação. O animatrônico do Dalek mutante teve que ser recriado para o episódio; o adereço anterior que foi usado em "Dalek" e "The Parting of the Ways" foi irreversivelmente danificado por água durante as filmagens deste último. "The Stolen Earth" apresenta duas novas variantes de Daleks: o Dalek Supremo, colorido de vermelho como uma alusão ao filme de Peter Cushing, Dr. Who and the Daleks; e o Dalek Caan parcialmente destruído. Caan foi descrito no roteiro de filmagem como:
...aberto, eviscerado e derretido, suas linhas ásperas agora curvadas e deformadas... no meio da concha aberta e deformada está um Dalek Mutante, com tentáculos se mexendo. Esta criatura está mais distorcida do que nunca, sua pele borbulhante. Um olho cego olhando para fora; voz antiga, cantada, louca.— Russell T Davies Roteiro de filmagem para "The Stolen Earth". Transcrito por Andrew Pixley da Doctor Who Magazine.
O dublador Nicholas Briggs adotou uma voz diferente para cada modelo: ele adotou uma voz grandiosa para o Dalek Supremo para se adequar à sua percepção do personagem como egoísta; e ele adotou uma voz cantada para Caan para refletir a insanidade do personagem como resultado de entrar na Guerra do Tempo e salvar Davros. Briggs explicou que "[Caan] não consegue dizer quando está feliz ou triste, sua ênfase é muito estranha e ele acha as coisas engraçadas quando as coisas não são engraçadas", criando uma personalidade de adivinho com uma mente "quase pura". Uma teoria expandida foi publicada na entrevista de Briggs com a Doctor Who Magazine:
Minha teoria sobre Caan é que ser sugado pela Guerra do Tempo e explodido para o outro lado meio que fez uma conexão reversa — ou aleatória — em seu cérebro, então todos os seus neurônios estão disparando de maneiras insanas, aleatórias e em constante mudança. É por isso que ele realmente não sabe o que é engraçado ou sério. Ele apenas sabe a verdade, e ela sai de uma forma estranha e enigmática. Acho que ele está congelado em um momento de êxtase excruciante. Quando qualquer emoção surge dentro dele, o faz rir, seja apropriado ou não.— Nicholas Briggs Doctor Who Magazine, edição 398
A interpretação de Briggs foi bem recebida pela equipe de produção: Graeme Harper "amou as risadas de Caan" e pediu "mais ... em cada tomada"; e Davies descreveu Caan como "o Dalek mais assustador até agora".

### Filmagens
"The Stolen Earth" apresenta as primeiras cenas externas dos Daleks desde o renascimento de Doctor Who em 2005, e a maior proporção de filmagens realizadas à noite desde o retorno do programa: além da sequência pré-créditos ambientada no subúrbio de Londres, todas as cenas ambientadas na Terra foram filmadas à noite.
A história de duas partes levou aproximadamente seis semanas para ser filmado em 2008; as filmagens regulares começaram em 18 de fevereiro de 2008 e terminaram em 29 de março. A primeira cena filmada para "The Stolen Earth" - uma reportagem com Lachele Carl como Trinity Wells - foi filmada em 31 de janeiro. A primeira semana de filmagem ocorreu inteiramente nos estúdios do programa em Upper Boat; a maioria das cenas ambientadas no Torchwood Hub e na TARDIS - incluindo a cena de regeneração - foram gravadas no período.

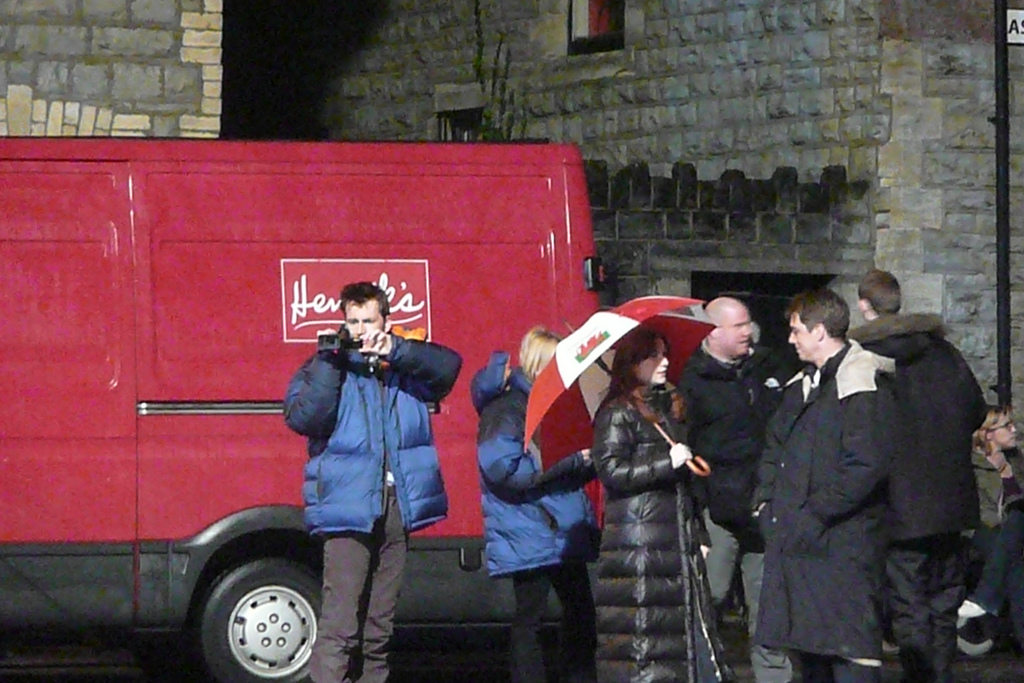
David Tennant, Billie Piper, Catherine Tate e John Barrowman durante uma pausa nas filmagens do episódio em Penarth, País de Gales, em 13 de março de 2008.

O cronograma de filmagens da segunda e terceira semana alternou entre "The Stolen Earth" e "Journey's End". Três dias foram alocados para "The Stolen Earth": cenas na casa de Donna foram filmadas em 26 de fevereiro em Cyncoed, Cardiff; o Cofre do Crucible nos estúdios Upper Boat foi usado em 3 de março; e cenas na Proclamação das Sombras foram filmadas na Escola de Optometria da Universidade de Cardiff em 8 de março.
As gravações das cenas externas do episódio começaram em 12 de março de 2008 em Pontypridd. O reencontro do Doutor e Rose foi filmado em 13 de março na frente de 200 pessoas; consequentemente, a cena vazou na Internet e foi relatada na edição do dia seguinte do The Sun. Ernie Vincze, o diretor de fotografia do programa, comparou a cena a Blade Runner. As cenas na sede da UNIT em Manhattan foram filmadas nas noites de 16 e 19 de março; a primeira noite foi reservada para a invasão Dalek e a última para a fuga de Martha.
Penelope Wilton reprisou seu papel como Harriet Jones a pedido de Davies; Wilton aceitou de imediato porque ela "faria qualquer coisa por Davies" e ela desejava atuar no último bloco de filmagem de Phil Collinson como produtor. Suas cenas foram gravadas em 18 de março em uma casa de campo em Dinas Powys, País de Gales. As filmagens foram interrompidas devido à dificuldade de transportar os adereços dos Daleks para dentro da casa - especificamente, as portas elevadas do pátio dificultavam o equilíbrio e a manobra das peças.
O restante da quinta semana foi usado para filmar cenas exclusivas de Daleks nos estúdios Upper Boat. O cenário do Cofre foi reformado como o convés de comando do Crucible. Cenas retratando Martha e Sarah foram filmadas alternadamente durante a sexta semana, terminando em 28 de março com a cena de Sarah e Luke em seu sótão. As filmagens do episódio — e das duas partes — fecharam com as participações especiais de Dawkins e O'Grady: Dawkins foi filmado após o término das filmagens no cenário do sótão, e O'Grady foi filmado em 31 de março ao lado de um episódio do The New Paul O'Grady Show.

## Transmissão e recepção

### Bloqueio para a imprensa e audiência
O título do episódio foi o último da quarta temporada a ser revelado; em abril de 2008, quando os outros doze títulos foram divulgados, "The Stolen Earth" foi retido porque "ele [revelava] muito"; seu título só foi revelado duas semanas antes da transmissão. Como o final da segunda temporada "Army of Ghosts"/"Doomsday", a cena final de "The Stolen Earth" foi removida dos DVDs de pré-visualização enviados aos críticos e um blackout para a imprensa foi imposto em "Journey's End".
As classificações noturnas estimaram que "The Stolen Earth" foi assistido por 7,4 milhões de telespectadores, aproximadamente 38,3% da audiência total da televisão. A audiência final consolidada foi de 8,78 milhões, o segundo maior número da semana que começou em 23 de junho de 2008; a maior foi a Final da UEFA Euro 2008, assistida por 8,84 milhões de telespectadores. O episódio recebeu uma pontuação no Índice de Apreciação do público de 91, considerado "Excepcional", a maior classificação já recebida pela série e uma das maiores classificações de um programa de televisão. A alta classificação do Índice quebrou o recorde anterior de 89 compartilhado por "The Parting of the Ways", "Doomsday", "Silence in the Library" e "Forest of the Dead".
O episódio apresentou 07700 900461 como o número de telefone do Doutor; o número é reservado pela Ofcom para fins dramáticos. Após a transmissão, aproximadamente 2 500 espectadores tentaram ligar para o número; eles receberam uma mensagem da rede explicando que o número não estava em serviço. Consequentemente, a Ofcom divulgou uma declaração dizendo que as ligações eram gratuitas porque o número não era real.

### Recepção crítica
O The Guardian publicou três análises do episódio. Sam Wollaston deu ao episódio uma análise positiva; ele achou que foi um "episódio maravilhoso" que "seria difícil de superar". Wollaston brincou em sua análise sobre a participação especial de Richard Dawkins, comparando seus maneirismos antirreligiosos aos dos Daleks. Gareth McLean descreveu o final do episódio como um "cliffhanger genuíno, de cair o queixo, vindo do nada". Ele elogiou a equipe de produção por suprimir com sucesso informações sobre a regeneração em uma indústria frequentemente sufocada por vazamentos. Stephen Brook, do blog de mídia Organgrinder do The Guardian, achou-o "incrivelmente bom" e "genuinamente assustador e emocionante". Ele teorizou sobre a regeneração questionável: se era genuína e, em caso afirmativo, quem retrataria a próxima encarnação do Doutor; e qual companheiro morreria em "Journey's End".
Thomas Sutcliffe, do The Independent, deu uma crítica negativa, expressando que o episódio foi um "extermínio sem inspiração". Antes da transmissão, ele estava animado sobre como Dawkins e O'Grady apareceriam, e ficou desapontado quando eles só apareceram quando Ianto estava zapeando por canais. Sutcliffe expressou descrença na ideia de que O'Grady continuaria a filmar seu talk show, e com uma audiência de estúdio, no meio de um desastre planetário, mas mesmo assim elogiou as participações especiais, após as quais ele "começou a perder o interesse" porque não gostou dos elementos de continuidade e do crossover do episódio. Ele criticou a recorrência das falas "Mas... isso é impossível!", "Não pode ser!" e "Exterminar!". Ele encerrou sua crítica solicitando aos produtores que "mudassem o gravador".

Quando eu era criança, eu amava aquelas equipes da Marvel Comics quando você tinha o Homem-Aranha se unindo ao Capitão América e os X-Men. Este é o equivalente a Doctor Who e é de dar água na boca. Parte do público nunca viu Torchwood, parte nunca viu The Sarah Jane Adventures, mas não importa. Esta é uma celebração de onde Davies levou Doctor Who e o que foi alcançado em quatro anos. [A série] é literalmente uma pequena indústria de televisão agora, e é justo e apropriado que possamos ver os programas spin-off reunidos sob o teto hospitaleiro do programa original.

Mark Wright, The Stage
Mark Wright do The Stage levantou a questão: "Como diabos você analisa isso?". Ele colocou o episódio como "a parte mais maluca, deliciosa, audaciosa, brilhante, boba, emocionante e assustadora de Doctor Who vista nos 45 anos de história da série de TV", e o descreveu como "Doctor Who no seu melhor, mais divertido e brilhante". Em sua análise, Wright explicou seu amor por ficção crossover e elogiou Davies pela direção que ele levou a série para se tornar o que considerou ser uma "pequena indústria televisiva". Wright elogiou a maneira como o episódio estava de acordo com a tradição, especificamente aspectos como "Daleks andando por naves espaciais tendo conversas gritantes entre si"; "a UNIT sendo tão inútil como sempre em repelir saqueadores alienígenas", e a aparência visual de Davros. Ele comparou a atuação de Bleach como um "meio-termo entre a versão original interpretada por Michael Wisher e a mais exuberante de Terry Molloy". Ele também foi positivo nas cenas finais, comentando que "o mais insensível deve ter ficado com os olhos marejados quando Rose encontrou seu Senhor do Tempo novamente e eles correram um em direção ao outro em câmera lenta como uma caixa de doces" e ele comemorou quando a "explosão de romance chegou ao fim, como deveria ser em Doctor Who, por uma grande arma Dalek".
Ben Rawson-Jones do Digital Spy deu ao episódio cinco estrelas de cinco. Em sua análise, ele afirma que "'The Stolen Earth' faz um ótimo trabalho em tecer componentes da série atual, antigos acompanhantes e Davros juntos." Ele escreveu que admirava a direção de Graeme Harper da cena em que Sarah e Jack recebem a transmissão contínua de "Exterminar!" dos Daleks, afirmando que "o trabalho de Harper ... é digno da tela grande em termos de seus elementos visuais de tirar o fôlego." Ele elogiou a escalação de Michael Brandon como General Sanchez e expressou esperança de que o ator tivesse sobrevivido ao ataque Dalek porque ele tinha o potencial de ser "a nova figura de Brigadeiro que a UNIT precisa tão desesperadamente". Rawson-Jones achou que Briggs, como a voz dos Daleks, fez um "trabalho excelente com a fala louca de Dalek Caan, decorrente de um movimento muito inventivo e ousado do escritor Russell T. Davies para fazer este Dalek insano". Ele elogiou a performance de Bleach como Davros, por seus "vocais controlados e sinistros" que "evocam maravilhosamente a mentalidade brilhante, mas perturbada, do criador dos Daleks". Ao encerrar, ele elogiou Davies por ser "um especialista em entregar finais de cair o queixo que dão a cada temporada uma sensação de coesão e aumentam as apostas a níveis quase insuportáveis", e pensou que igualar a qualidade do episódio seria uma "tarefa difícil".

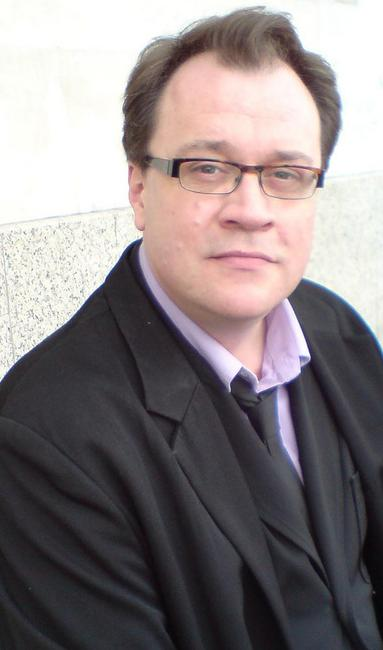
O produtor executivo e roteirista Russell T Davies foi amplamente elogiado por seu trabalho no episódio.

Alan Stanley Blair do SyFy Portal foi positivo em sua análise. Em sua opinião, o episódio nunca deixou de entregar e "age como um tributo a tudo que Russell T. Davies colocou em prática quando ressuscitou a série em 2005." Ele descreveu o enredo como "rápido, explodindo com excitação" e disse que continha "tudo o que você esperaria ver de uma aventura composta por todos os acompanhantes e um novo império Dalek, o episódio age como o clímax final de quatro anos de narrativa e deixará você com arrepios por todos os 42 minutos." Blair ficou impressionado sobre como Torchwood e Doctor Who se cruzaram quando seus alvos demográficos originais ditaram que "nunca deveria ter acontecido". Cenas retratando a preocupação de Gwen com seu marido Rhys, Ianto assistindo o The Paul O'Grady Show e a resposta emocional de Sarah e Jack à transmissão Dalek foram elogiadas por Blair. Embora sua análise tenha sido positiva, ele criticou duas partes do episódio, incluindo o conceito da Guerra do Tempo ser "bloqueada no tempo", o que foi questionado porque os Senhores do Tempo foram aniquilados no conflito; e ele reclamou que o número de telefone do Doutor estava fora de serviço;
Dan Wainwright do The Express & Star em Wolverhampton, expressou sentimentos de negação em resposta ao final do episódio. Ele perguntou: "Certamente nem mesmo Russell T. Davies, que parece obcecado em preencher episódios com participações especiais de celebridades e John Barrowman, não seria tão rebelde a ponto de mudar seu ator principal no meio do final de uma temporada?" Em sua análise, ele expressou sentimentos de amor e ódio em relação a Davies por seu papel em reviver Doctor Who, particularmente não gostando do roteirista por romantizar o Doutor, embora ele admirasse Davies por tornar a série popular entre as crianças. Catherine Tuckewell, escrevendo para o Blogcritics, deu uma análise positiva. Ela começou dizendo que "Russell T. Davies novamente estendeu os limites dos cliffhangers mais irritantes." Ela elogiou o elenco pela "atuação de primeira" que trouxe "um nível totalmente novo de emoção para a série", especificamente a reação de Jack e Sarah à transmissão do grito de guerra Dalek, que "trouxe lágrimas aos seus olhos". Tuckewell elogiou a equipe de produção pelas "mais belas fotos do espaço sideral fora do telescópio Hubble" e a direção que mostrou os Daleks "no seu melhor momento".
Simon Brew, do blog de ficção científica do Den of Geek, comentou que "Se o objetivo de um cliffhanger realmente bem feito de Doctor Who é deixar você gritando 'nãoooooooooo' para a tela e verificar freneticamente o calendário para o próximo episódio, então é justo dizer que Russell T Davies conseguiu fazer isso." A opinião de Brew sobre Davros e Caan foi positiva, comentando que "Julian Bleach acertou em cheio" e a aparição de Davros foi "muito reverente" à série clássica e que Caan "[adicionou] uma dinâmica interessante à luta contra os Daleks". Ele encerrou sua análise expressando esperança de que "Journey's End" não terminasse como "Last of the Time Lords" e disse:
Dizer que "The Stolen Earth" eclipsou o episódio equivalente do ano passado não seria eufemismo algum, e também notar que isso já gerou entusiasmo e animação para a próxima semana seria mostrar ainda mais contenção.
— Simon Brew Den of Geek
Charlie Jane Anders do blog de ficção científica io9 chamou Davies de "o Michael Bay gay" e "desejava pela primeira vez que ele ficasse para produzir uma quinta temporada" da série. Ela "amou todos os dispositivos de enredo bobos e reviravoltas malucas" como o Projeto Indigo, a Chave Osterhagen, o conceito de usar "todos os telefones da Inglaterra" para ligar para o Doutor e o fato de que Davros não conseguiu cultivar um exército Dalek "sem cortar seu próprio torso". Anders em sua análise elogiou a interpretação de Davros por Bleach por capturar "a mistura de curiosidade, manipulação e mania do personagem melhor do que qualquer um desde Michael Wisher". Ela também elogiou os "super-heroísmos" no episódio, como Wilf atirando em um Dalek com uma arma de paintball, a cena final de Gwen e Ianto e a "nobreza brilhante" de Harriet Jones, que sacrificou sua vida para ajudar o Doutor:
Embora eu estivesse feliz que nunca mais ouviremos alguém dizer "Eu sei quem você é" para ela, fiquei feliz que ela conseguiu transformar seu bordão usual em um discurso comovente de desafio. Isso meio que me lembrou do Controlador em Day of the Daleks: "Quem sabe? Eu posso ter ajudado a exterminá-lo."— Charlie Jane Anders io9
Ao encerrar sua análise, ela expressou entusiasmo por "Journey's End", dizendo que a cena final a deixou com uma "sensação de que [ela] não tinha ideia de como isso poderia ser resolvido, mesmo usando a lógica maluca de RTD".